# Onciale 065
- Papyrus
- Onciale
- Minuscules
- Lectionnaire

Le Codex 065, portant le numéro de référence 065 (Gregory-Aland), ε 1 (Soden), est un manuscrit du parchemin en écriture grecque onciale.

## Description
Le codex se compose de 3 folios. Il est écrit en deux colonnes, dont 29 lignes par colonne. Les dimensions du manuscrit sont 29 cm x 23 cm. Les paléographes datent ce manuscrit du VIe siècle. C'est un palimpseste, le supérieur texte est Géorgien. Il contenant calendrier. 
Les est un manuscrit contenant les fragmentes du texte du Évangile selon Jean 11:50-12:9, 15:12-16:2, 19:11-24. 
Le texte du codex représenté type byzantin. Kurt Aland placéés en Catégorie V.
Il est actuellement conservé à la Bibliothèque nationale russe (Gr. 6 I)à Saint-Pétersbourg,.